# Roca North
La Roca North o Roca Norte (en inglés: North Rock; en francés: Roche North) es una roca alta mar en las coordenadas geográficas 44.53795 ° N 67.08805 ° W, situada al este del continente de América del Norte, cerca de la frontera entre el golfo de Maine y la bahía de Fundy.
La roca se encuentra junto a la provincia canadiense de Nuevo Brunswick y el estado estadounidense de Maine. Su propiedad ha sido reclamada por ambos países en el marco de una disputa fronteriza más grande que incluye una parte territorial y marítima que rodea la isla Machias Seal. La zona en disputa se denomina coloquialmente como la "zona gris".